# Oberglatt (Zurich)
Pour les articles homonymes, voir Oberglatt.
Oberglatt est une commune suisse du canton de Zurich, située dans le district de Dielsdorf.

Photo aérienne (1959).